# Liste des ministres haïtiens de l'Intérieur
Cet article liste les ministres en charge de l'Intérieur et des Collectivités territoriales d'Haïti.

## Liste des ministres
| Début              | Fin                | Ministre                          |
| ------------------ | ------------------ | --------------------------------- |
| 28 juillet 1804    | 17 octobre 1806    | André Vernet                      |
| Poste suspendu     |                    |                                   |
| 14 mars 1843       | 4 avril 1843       | David Saint-Preux                 |
| 4 avril 1843       | 2 janvier 1844     | Nolasque Ségretier                |
| 7 janvier 1844     | 6 mai 1844         | Jacques Sylvain Hyppolite         |
| 6 mai 1844         | 1er mars 1846      | Jean M. Paul                      |
| 1er mars 1846      | 27 juillet 1847    | Céligny Ardouin                   |
| 27 juillet 1847    | 30 septembre 1847  | David Troy                        |
| 30 septembre 1847  | 9 avril 1848       | Étienne K. Gabriel                |
| 9 avril 1848       | 26 décembre 1848   | Louis Vaval                       |
| 31 décembre 1848   | 14 février 1851    | Louis Dufrene                     |
| 21 février 1851    | 30 janvier 1857    | Jacques Sylvain Hyppolite         |
| 3 février 1857     | 28 juin 1859       | Guerrier Prophète                 |
| 28 juin 1859       | 3 septembre 1859   | Élie Dubois                       |
| 3 septembre 1859   | 10 août 1861       | François Jean-Joseph              |
| 10 août 1861       | 28 novembre 1861   | Aimé Legros                       |
| 28 novembre 1861   | 29 novembre 1862   | Laguerre Obas                     |
| 29 novembre 1862   | 30 septembre 1863  | Jules Bance                       |
| 30 septembre 1863  | 2 avril 1866       | Alexandre Carrié                  |
| 2 avril 1866       | 23 février 1867    | Jean-Baptiste Damier              |
| 7 mars 1867        | 13 mars 1867       | Exilien Heurtelou                 |
| 8 mai 1867         | 5 février 1868     | Ovide Cameau                      |
| 5 février 1868     | 20 mai 1868        | Demesvar Delorme                  |
| 20 mai 1868        | 19 février 1869    | Numa Rigaud                       |
| 19 février 1869    | 9 septembre 1869   | Lamy Duval                        |
| 9 septembre 1869   | 19 novembre 1869   | Hyppolite Cadet                   |
| 19 novembre 1869   | 29 décembre 1869   | Marius Montasse                   |
| 29 décembre 1869   | 23 mars 1870       | David fils aîné                   |
| 23 mars 1870       | 26 avril 1871      | Paulémon Lorquet                  |
| 27 avril 1871      | 31 décembre 1871   | Turenne Carrié                    |
| 2 janvier 1872     | 9 mai 1873         | Jean-Baptiste Damier              |
| 9 mai 1873         | 15 mai 1874        | Joseph Lamothe                    |
| 15 mai 1874        | 26 avril 1876      | Chevert Heurtelou                 |
| 26 avril 1876      | 20 juillet 1876    | Ovide Cameau                      |
| 20 juillet 1876    | 24 novembre 1876   | Auguste Montas                    |
| 25 novembre 1876   | 14 août 1877       | Armand Thoby                      |
| 14 août 1877       | 24 août 1877       | Auguste Montas (a.i.)             |
| 24 août 1877       | 17 juillet 1878    | Emmanuel Gutierrez                |
| 17 juillet 1878    | 3 août 1878        | Saint-Ilmond Blot                 |
| 3 août 1878        | 14 septembre 1878  | Charles Archin (a.i.)             |
| 14 novembre 1878   | 17 juillet 1879    | Armand Thoby                      |
| 1er septembre 1879 | 3 novembre 1879    | Tirésias Simon Sam                |
| 3 novembre 1879    | 9 décembre 1880    | Évariste Laroche                  |
| 9 décembre 1880    | 31 décembre 1881   | François Denys Légitime           |
| 31 décembre 1881   | 28 avril 1882      | Édouard Pinckombe                 |
| 31 mai 1882        | 20 août 1883       | Ovide Cameau                      |
| 20 août 1883       | 14 mars 1884       | Brenor Prophète                   |
| 14 mars 1884       | 28 avril 1884      | François Manigat                  |
| 28 avril 1884      | septembre 1884     | Innocent Michel Pierre (a.i.)     |
| septembre 1884     | 14 mai 1887        | François Manigat                  |
| 15 mai 1887        | 23 janvier 1888    | Jean-Chrisostome Arteaud          |
| 23 janvier 1888    | 10 août 1888       | Morin Montasse                    |
| 1er septembre 1888 | 1er octobre 1888   | Charles Archin                    |
| 1er octobre 1888   | 25 avril 1889      | Osman Piquant                     |
| 25 avril 1889      | 15 mai 1889        | Solon Ménos (a.i.)                |
| 15 mai 1889        | 31 mai 1889        | Sénèque M. Pierre                 |
| 1er juin 1889      | 22 août 1889       | Maximilien Momplaisir             |
| 23 août 1889       | 29 octobre 1889    | Nord Alexis                       |
| 29 octobre 1889    | 8 juillet 1890     | Saint-Martin Dupuy                |
| 8 juillet 1890     | 12 août 1890       | Dantès Rameau (a.i.)              |
| 12 août 1890       | 11 mai 1892        | Nemours Pierre-Louis aîné         |
| 4 juin 1892        | 11 août 1892       | MacDonald Appollon (a.i.)         |
| 11 août 1892       | 5 octobre 1893     | Saint-Martin Dupuy                |
| 5 octobre 1893     | 27 décembre 1894   | Fabius Ducasse                    |
| 27 décembre 1894   | 12 novembre 1895   | Souffrant Papillon                |
| 12 novembre 1895   | 6 avril 1896       | Tancrède Auguste                  |
| 6 avril 1896       | 26 décembre 1896   | Louis Joseph Buteau               |
| 26 décembre 1896   | 26 juillet 1897    | Valérius Douyon                   |
| 26 juillet 1897    | 13 décembre 1897   | François Luxembourg Cauvin        |
| 13 décembre 1897   | 12 mai 1902        | Tancrède Auguste                  |
| 20 mai 1902        | 22 décembre 1902   | J. Saint-Fort Colin               |
| 22 décembre 1902   | 4 avril 1903       | Léger Cauvin                      |
| 4 avril 1903       | 30 juin 1903       | Renaud Hyppolite                  |
| 30 juin 1903       | 4 novembre 1904    | Emmanuel Thézan                   |
| 4 novembre 1904    | 4 janvier 1905     | Émile Deslandes                   |
| 4 janvier 1905     | septembre 1907     | Pétion Pierre-André               |
| 14 septembre 1907  | 14 mars 1908       | Frédéric Marcelin (a.i.)          |
| 14 mars 1908       | 24 novembre 1908   | Villehardouin Leconte             |
| 24 novembre 1908   | 30 novembre 1908   | Tancrède Auguste (a.i.)           |
| 8 décembre 1908    | 23 juin 1909       | Renaud Hyppolite                  |
| 14 juillet 1909    | 20 juillet 1911    | Joseph Cadet Jérémie              |
| 20 juillet 1911    | 4 août 1911        | Edmond Sylvain                    |
| 4 août 1911        | 16 août 1911       | François Luxembourg Cauvin        |
| 16 août 1911       | 16 septembre 1912  | Antoine Sansaricq                 |
| 16 septembre 1912  | 4 mai 1913         | Seymour Pradel                    |
| 17 mai 1913        | 30 juin 1913       | Emmanuel Morel                    |
| 30 juin 1913       | 8 février 1914     | Seymour Pradel                    |
| 8 février 1914     | 11 novembre 1914   | Charles Zamor                     |
| 11 novembre 1914   | 17 janvier 1915    | Rosalvo Bobo                      |
| 17 janvier 1915    | 17 février 1915    | Horelle Momplaisir                |
| 17 février 1915    | 9 mars 1915        | Seymour Pradel                    |
| 9 mars 1915        | 27 juillet 1915    | Darius Bourand                    |
| 14 août 1915       | 9 mai 1816         | Constantin Mayard                 |
| 9 mai 1916         | 8 août 1916        | Constant Vieux                    |
| 8 août 1916        | 17 avril 1917      | Sténio Vincent                    |
| 17 avril 1917      | 20 juin 1918       | Osmin Cham                        |
| 20 juin 1918       | 15 mai 1922        | Barnave Dartiguenave              |
| 15 mai 1922        | 27 novembre 1922   | Antoine Sansaricq                 |
| 27 novembre 1922   | 27 septembre 1923  | Charles Fombrun                   |
| 27 septembre 1923  | 20 octobre 1924    | Luc Théard                        |
| 20 octobre 1924    | 20 avril 1926      | René Auguste                      |
| 20 avril 1926      | 2 juillet 1928     | Charles Fombrun                   |
| 2 juillet 1928     | 25 novembre 1929   | Léonce Borno                      |
| 25 novembre 1929   | 15 mai 1930        | Charles de Delva                  |
| 15 mai 1930        | 19 août 1930       | Rodolphe Barau                    |
| 19 août 1930       | 22 novembre 1930   | Manassé Saint-Fort Colin          |
| 22 novembre 1930   | 18 mai 1931        | Auguste Turnier                   |
| 18 mai 1931        | 17 mai 1932        | Emmanuel Rampy                    |
| 17 mai 1932        | 15 mai 1934        | Élie Lescot                       |
| 15 mai 1934        | 10 octobre 1936    | Joseph Titus                      |
| 10 octobre 1936    | 29 novembre 1937   | Frédéric Duvigneau                |
| 29 novembre 1937   | 5 janvier 1940     | Christian Lanoue                  |
| 5 janvier 1940     | 10 octobre 1940    | Amilcar Duval                     |
| 10 octobre 1940    | 17 janvier 1941    | Alfred Nemours                    |
| 17 janvier 1941    | 15 mai 1941        | Jean-Chrisostome Lélio-Joseph     |
| 15 mai 1941        | 11 janvier 1946    | Vély Thébaud                      |
| 12 janvier 1946    | 16 août 1946       | Paul Magloire                     |
| 19 août 1946       | 26 novembre 1948   | Georges Honorat                   |
| 26 novembre 1948   | 6 mai 1950         | Louis Raymond                     |
| 6 mai 1950         | 10 mai 1950        | Castel Démesmin                   |
| 12 mai 1950        | 3 août 1950        | Paul Magloire                     |
| 3 août 1950        | 6 décembre 1950    | Luc Fouché                        |
| 6 décembre 1950    | 29 février 1952    | Arsène Magloire                   |
| 29 février 1952    | 1er avril 1953     | Paracelse Pélissier               |
| 1er avril 1953     | 31 juillet 1954    | Ducasse Jumelle                   |
| 31 juillet 1954    | 6 septembre 1955   | Luc Prophète                      |
| 6 septembre 1955   | 29 août 1956       | Adelphin Telson                   |
| 29 août 1956       | 14 décembre 1956   | Alphonse Racine                   |
| 14 décembre 1956   | 2 février 1957     | Rodolphe Barau                    |
| 9 février 1957     | 2 avril 1957       | Thézalus Pierre-Etienne           |
| 6 avril 1957       | 25 mai 1957        | Léonce Bernard                    |
| 14 juin 1957       | 22 octobre 1957    | Gaston Georges                    |
| 22 octobre 1957    | 22 avril 1959      | Frédéric Duvigneau                |
| 22 avril 1959      | 19 décembre 1959   | Jean A. Magloire                  |
| 19 décembre 1959   | 30 mai 1961        | Aurèle Joseph                     |
| 30 mai 1961        | 6 octobre 1962     | Boileau Méhu                      |
| 6 octobre 1962     | 25 mai 1964        | Luc D. François                   |
| 25 mai 1964        | 22 mai 1967        | Jean M. Julmé                     |
| 22 mai 1967        | 14 octobre 1967    | Morille Figaro                    |
| 14 octobre 1967    | 22 avril 1971      | Aurèle Joseph                     |
| 22 avril 1971      | 15 novembre 1972   | Luckner Cambronne                 |
| 15 novembre 1972   | 16 janvier 1973    | Roger Lafontant                   |
| 16 janvier 1973    | 20 mars 1974       | Breton Nazaire                    |
| 20 mars 1974       | 31 mars 1976       | Paul Blanchet                     |
| 31 mars 1976       | 27 mai 1977        | Pierre Biamby                     |
| 27 mai 1977        | 3 novembre 1978    | Aurélien Jeanty                   |
| 3 novembre 1978    | 20 avril 1979      | Achille Salvant                   |
| 20 avril 1979      | 13 novembre 1979   | Bertholand Edouard                |
| 13 novembre 1979   | 23 avril 1980      | Claude Raymond                    |
| 23 avril 1980      | 5 janvier 1981     | Frantz Médard                     |
| 5 janvier 1981     | 30 avril 1982      | Édouard Berrouet                  |
| 30 avril 1982      | 12 juillet 1982    | Joseph Alexis Guerrier            |
| 12 juillet 1982    | 12 septembre 1985  | Roger Lafontant                   |
| 12 septembre 1985  | 5 novembre 1985    | François Guillaume                |
| 5 novembre 1985    | 30 décembre 1985   | Jean-Marie Chanoine               |
| 30 décembre 1985   | 7 février 1986     | Pierre Merceron                   |
| 7 février 1986     | 7 février 1988     | Williams Régala                   |
| 12 février 1988    | 20 juin 1988       | Yves Auguste                      |
| 20 juin 1988       | 18 septembre 1988  | Williams Régala                   |
| 18 septembre 1988  | 16 février 1989    | Carl Dorsainville                 |
| 16 février 1989    | 18 décembre 1989   | Acédius Saint-Louis               |
| 18 décembre 1989   | 16 mars 1990       | Fritz Romulus                     |
| 16 mars 1990       | 7 février 1991     | Joseph Maxi                       |
| 19 février 1991    | 11 octobre 1991    | René Préval                       |
| 15 octobre 1991    | 14 avril 1992      | Gracia Jean                       |
| 14 avril 1992      | 19 juin 1992       | Serge M. Charles                  |
| 19 juin 1992       | 1er septembre 1993 | Carl-Michel Nicholas              |
| 1er septembre 1993 | 16 mai 1994        | René Prosper                      |
| 16 mai 1994        | 18 juillet 1994    | Willio Noailles                   |
| 18 juillet 1994    | 8 novembre 1994    | Carl-Michel Nicholas              |
| 8 novembre 1994    | 22 février 1995    | René Prosper                      |
| 22 février 1995    | 7 novembre 1995    | Mondésir Beaubrun                 |
| 7 novembre 1995    | 6 mars 1996        | Wilthan Lhérisson                 |
| 6 mars 1996        | 24 mars 1999       | Jean-Joseph Molière               |
| 24 mars 1999       | 2 mars 2001        | Jacques-Édouard Alexis            |
| 2 mars 2001        | 18 mars 2002       | Henri-Claude Ménard               |
| 18 mars 2002       | 29 février 2004    | Jocelerme Privert                 |
| 17 mars 2004       | 28 janvier 2005    | Hérard Abraham                    |
| 28 janvier 2005    | 23 juin 2005       | Georges Moïse                     |
| 23 juin 2005       | 9 juin 2006        | Gustave Magloire                  |
| 9 juin 2006        | 19 octobre 2011    | Paul-Antoine Bien-Aimé            |
| 18 octobre 2011    | 6 août 2012        | Thierry Mayard-Paul               |
| 6 août 2012        | 21 janvier 2013    | Ronsard Saint-Cyr                 |
| 21 janvier 2013    | 2 avril 2014       | David Bazile                      |
| 2 avril 2014       | 18 janvier 2015    | Réginald Delva                    |
| 18 janvier 2015    | 7 septembre 2015   | Ariel Henry                       |
| 7 septembre 2015   | 23 mars 2016       | Ardouin Zéphirin                  |
| 23 mars 2016       | 2 avril 2016       | Pierrot Delienne (a. i.)          |
| 2 avril 2016       | 13 mars 2017       | Anick Francois Joseph             |
| 13 mars 2017       | 23 avril 2018      | Max Roudolph Saint-Albin          |
| 23 avril 2018      | 24 septembre 2019  | Jean-Marie Reynaldo Brunet        |
| 24 septembre 2019  | 4 mars 2020        | Pierre Josué Agénor Cadet (a. i.) |
| 4 mars 2020        | 14 avril 2021      | Audain Fils Bernadel              |
| 14 avril 2021      | 20 juillet 2021    | Louis G. Edner Day (a.i.)         |
| 20 juillet 2021    | 14 novembre 2022   | Liszt Quite                       |
| 14 novembre 2022   | 24 avril 2024      | Ariel Henry (a.i.)                |
| 24 avril 2024      | 12 juin 2024       | Ricardin Saint-Jean (a.i.)        |
| 12 juin 2024       | 16 novembre 2024   | Garry Conille                     |
| 16 novembre 2024   | en fonction        | Paul Antoine Bien-Aimé            |